# Cacicus microrhynchus
Cacicus microrhynchus (лат.) — вид птиц рода чёрные кассики семейства трупиаловых. Этот вид встречается от Эквадора до Гондураса. Выделяют 2 подвида.

## Подвиды
Выделяют 2 подвида:
- C. m. microrhynchus (Sclater, & Salvin, 1865) — представители данного подвида встречаются от восточной Панамы до восточного Гондураса.
- C. m. pacificus Chapman, 1915 — представители этого подвида обитают от юго-западного Эквадора до восточной Панамы.

## Описание
Длина представителей данного вида колеблется от 20 до 23 см.

## Продолжительность поколения
Продолжительность поколения представителей данного вида составляет 4,6 года.

## Популяция
Популяция представителей вида Cacicus microrhynchus стабильна.